# Batterie Gironde
La batterie Gironde, aussi appelée batterie Muschel, est un ouvrage de défense du mur de l'Atlantique construit entre 1943 et 1945 par l'armée d'occupation allemande. Elle est située dans la forêt de la Coubre, en Charente-Maritime, en France. Elle a été détruite lors de l'assaut final de la poche de Royan par les troupes françaises, en avril 1945.
Elle est constituée de quatre blockhaus, servant de support à des canons de marine de 240 mm, les plus importants de la zone Gironde-Nord. Seuls trois blockhaus étaient achevés en 1945, et deux équipés de canons. Les vestiges sont inscrits monuments historiques depuis 2002.

## Description
La batterie Gironde est un constituant du mur de l'Atlantique, de la zone Gironde-Nord de Royan, ville qui a été érigée en forteresse (Festung) par l'armée d'occupation allemande en 1943. Elle est construite dans la forêt de la Coubre à deux kilomètres de la Côte sauvage, entre la pointe de Grave et l'île d'Oléron, entre les maisons forestières du Pavillon et des Brisquettes. Bien que le secteur soit face à l'océan, ces quatre fortifications sont orientées ouest-sud-ouest, en direction de l'entrée de l'estuaire de la Gironde, et sont distantes l'une de l'autre d'environ 250 mètres.
Il était codifié point d'appui 50 (Stp 50, Stützpunk) de la zone Gironde-Nord, et la batterie numérotée 5./MAA284, indiquant qu'elle était manœuvrée par la marine de guerre allemande. Elle était aussi désignée MKB (Marine-Küsten-Batterie) « Gironde », et les quatre constructions numérotées I à IV du nord au sud.
Les quatre constructions étaient de type S542 (Schwer 542) dans le catalogue allemand du mur de l'Atlantique. La batterie était prévue pour être équipées de quatre canons de calibre 240 mm sous cuirasse, provenant d'un cuirassé français de classe Danton ou Mirabeau de la première guerre mondiale, probablement le Condorcet désarmé à Toulon en 1943.
Chaque canon est monté sur un pivot intégré sur un grand abri-soute de type S542 construit en béton armé. Il pouvait tourner à 360°, permettant un tir aussi bien terrestre que naval. La cuirasse métallique, de conception allemande, était de 6 à 20 centimètres d'épaisseur selon l'exposition (20 centimètres pour le toit).
L'accès se faisait par une porte arrière dans la tourelle, et les obus hissés manuellement par palan. Le mouvement de la tourelle était automatique, alimenté par un générateur. Les angles de tir étaient fournis par télémétrie et radio.
La tour de télémétrie finale type S497 ne sera jamais construite, mais le site est défendu par défense anti-aérienne et mortiers. Le tir des pièces 24 cm est dirigé depuis un mirador construit sur le point culminant près des Brisquettes, ainsi que par d'autres installations (poste de Bonne Anse 3./MAA284 et radar de la Coubre pour la nuit).
L'ensemble était protégé par un champ de mines nommé Muschel et entouré de fil de fer barbelé.
Aujourd'hui seules les quatre structures en béton existent (les canons ont été enlevés). L'ensemble a été inscrit au titre des monuments historiques le 24 juillet 2002.

## Historique
La construction de cet ensemble débute à la fin 1943.
En mai 1944, les artilleurs de la marine allemande prennent possession des lieux, mais le chantier restera inachevé. Seules deux pièces de 24 cm sont montées (emplacements I et II) par des grues sur rails, et les grandes soutes à munitions prévues à l'arrière de chaque tourelle ne sont pas construites ; seules deux petites le sont. Les emplacements III et IV reçoivent des canons factices.
La position est occupée par le 5./MAA284, commandée par le Kapitänleutnant Werner Schmidt-Tebelmann, avec un effectif d'environ 80 artilleurs.
Lors de la libération de la poche de Royan en avril 1945, les installations sont bombardées et prises d'assaut par les troupes françaises. Les troupes allemandes se rendent peu après la capitulation de l'amiral Michaelles le 17 avril, à Royan.